# Temporada de patos
Temporada de patos er en mexicansk filmkomedie fra 2004. Instruktøren er Fernando Eimbcke som også har skrevet manuskriptet. Filmen handler om to teenagere som er alene i en lejlighed i Tlatelolco i Mexico City. De har lagt planer om en helt dag med computerspil Coca-Cola og pizza indtil en strømafbrydelse forandrer tilværelsen. Nabopigen Rita og et pizzabud bliver draget ind i et drama som derefter udspiller sig.